# Zabalam
Zabalam o Zabala (sumeri: 𒍝𒈽𒀕𒆠, zabalamki) va ser una ciutat estat de Mesopotàmia. Correspon a la moderna Tell Ibzeikh, a la governació de Dhi Qar a l'Iraq. La deïtat tutelar era Inanna. Estava situada a la vora d'antics canals d'irrigació, no gaire lluny d'Umma.

## Història
Alguns segells dels període de Jemdet Nasr inclouen llistes de ciutats (Ur, Nippur, Larsa, Uruk, Kix i Zabalam). La primera notícia històrica és que estava sota el control de Lugal-Zage-Si rei d'Umma i de Lagaix. Sargon I, Xar-Kali-Xarri i Naram-Sin diuen que van construir un temple a la deessa Inna (Inanna) a Zabala. Cap a l'any 2280 aC s'esmenta una victòria de Rimuix d'Accad sobre el rei Ligalgalzu de Zabalam que s'hauria revoltat contra Accàdia. Es conserva una inscripció que parla de la victòria de Rimuix:
| «                                     | Rimuix, rei del món, va guanyar la batalla per Adab i Zabalam, va matar 15.718 homes i va prendre 14.576 captius. A més, va capturar Meskigala, governador d'Adab, i va capturar Lugalgalzu, governador de Zabalam. Va conquerir les seves ciutats, i les seves muralles va destruir. A més, de les seves dues ciutats va expulsar molts homes i els va destruir | » |
| — Adab i Zabalam Inscripció de Rimuix | |   |

A la caiguda de l'imperi de Sargon, Zabalam es va trobar sota la influència d'Isin i apareixen a la ciutat els nom d'alguns reis d'Isin, com Iter-pisha i Ur-Ninurta. Després va passar a mans del rei Abisare de Larsa. Durant el govern de la Tercera dinastia d'Ur, Zabala estava sota el control d'un governador que tenia seu a Umma i dominava tota la província. Va caure en mans de Babilònia i Hammurabi va construir a Zabala l'Ezi-Kalam-ma a la deessa Inanna.

## Excavacions
A l'inici del segle xx van començar les excavacions il·legals; cap a l'any 1995 es feien excavacions autoritzades que semblen ser les primeres, però els resultats no se sap que hagin estat publicats. Després del 2003 les excavacions es van aturar i no s'han reprès.